# Загребские солисты
«Загребские солисты» (хорв. Zagrebački solisti) — хорватский камерный оркестр основанный в 1953 году при Загребской телерадиокомпании. Первый концерт дал 5 января 1954 года. Первым дирижёром оркестра был итальянец Антонио Янигро.
Оркестр имеет в своём активе более 60 записей и множество наград, в том числе медали ЮНЕСКО, медаль Пау Казальса и награды Плауэн. Дали более 3388 концертов во всех частях мира, а также хорошо известны своими записями.
В 1973 году оркестр удостоен премии Владимира Назора.